# Akane-banashi
Akane-banashi (あかね噺) est un shōnen manga écrit par Yūki Suenaga et dessiné par Takamasa Moue. Il est prépublié depuis le 14 février 2022 dans le Weekly Shōnen Jump, puis publié en volumes reliés par l'éditeur japonais Shūeisha. La version française du manga est éditée par Ki-oon depuis octobre 2023.
La série sera adaptée en anime, produite par le studio Zexcs et sera diffusée en 2026.

## Synopsis
Shinta s'est perfectionné 13 ans durant afin d'atteindre le statut de Shin'uchi, le plus haut rang des rakugo-ka. Mais malgré sa très bonne performance lors de l'examen de passage, le juge de l'épreuve, l'émérite Maître Arakawa Issho, a décidé de renvoyer de l'école Arakawa l'ensemble des participants sans donner davantage d'explication ! Ainsi s'arrêta nette la carrière de Shinta, qui avait tant sacrifié pour accomplir son rêve…
Mais Akane, la fille de Shinta qui admirait son père et son rakugo plus que tout, ne compte pas en rester là !

## Personnages
Akane Osaki (桜咲朱音, Osaki Akane) / Akane Arakawa (阿良川朱音, Arakawa Akane)
Voix japonaise : Anna Nagase
Lycéenne de 17 ans, elle aime le rakugo qu'elle a développé en observant son père, un ancien rakugo-ka connu sous le nom de "Shinta Arakawa". Enfant, elle se mettait en colère à chaque fois qu'un camarade de classe ou leurs parents méprisaient son père pour la carrière qu'il avait choisie, et déteste qu'il ait été obligé d'abandonner son rêve et d'obtenir un "vrai travail". Akane est destinée à devenir une apprentie rakugo-ka, en commençant au premier rang connu sous le nom de zenza, sous la direction de Shiguma Arakawa après avoir obtenu son diplôme d'études secondaires.
Shiguma Arakawa (阿良川志ぐま, Arakawa Shiguma)
Le maître numéro deux de l'école Arakawa, spécialisé dans les récits sentimentaux du style ninjo-banashi et qui a enseigné au père d'Akane. Après l'expulsion de Shinta, Shiguma s'est senti inapte à prendre d'autres élèves. Mais il enseigne secrètement le rakugo à Akane depuis six ans, et accepte de la prendre officiellement comme élève après qu'elle a obtenu son baccalauréat, ce qui est inhabituellement tard.
Guriko Arakawa (阿良川ぐりこ, Arakawa Guriko)
Le nouvel élève de Maître Shiguma qui a rejoint l'école peu avant l'expulsion de Shinta et qui a récemment atteint le deuxième rang de futatsume du rakugo.
Kyoji Arakawa (阿良川享二, Arakawa Kyōji)
Un futatsume de 28 ans qui entre dans sa neuvième année de rakugo sous la direction de Maître Shiguma. Depuis que Shinta a été expulsé, Kyoji est le disciplinaire qui garde les autres élèves dans le droit chemin. Son sérieux rend encore plus drôle le va-et-vient des plaisanteries dans son rakugo. Il propose de prendre Akane sous son aile.
Koguma Arakawa (阿良川こぐま, Arakawa Koguma)
Un futatsume de 29 ans qui entre dans sa 11e année de rakugo sous la direction de Maître Shiguma. Il est diplômé de l'université de Tokyo et le meilleur terakoya de l'école Shiguma, c'est-à-dire le maître des enseignements littéraires anciens. Il fait des recherches méticuleuses sur chaque histoire de rakugo qu'il interprète, y compris sur les coutumes quotidiennes de la période dont elle est issue, et se transforme en une personne complètement différente sur scène en ce qui concerne son apparence et son comportement.
Maikeru Arakawa (阿良川まいける, Arakawa Maikeru)
Un futatsume sous la direction de Maître Shiguma.
Issho Arakawa (阿良川一生, Arakawa Issho)
Le maître numéro un de l'école Arakawa, qui est considéré comme l'un des plus grands rakugo-ka de sa génération. Il y a six ans, il était le juge principal qui a expulsé le père d'Akane et les autres candidats shin'uchi.
Kaisei Arakawa (阿良川魁生, Arakawa Kaisei)
Un odieux futatsume sous les ordres de Maître Issho. Il a atteint ce rang à 19 ans, après seulement deux ans d'apprentissage. Il est particulièrement doué pour incarner des personnages séduisants, ce qui met encore plus en valeur ses personnages idiots.
Hikaru Koragi (高良木ひかる, Kōragi Hikaru) / Hikaru Arakawa (阿良川ひかる, Arakawa Hikaru)
Voix japonaise : Rie Takahashi
Elle a concouru avec Akane et Karashi dans la Karaku Cup ; elle se spécialise dans le « rakugo réconfortant » et la technique hérétique des « huit aveugles », qui s'appuie sur ses forces en tant qu'actrice vocale. Elle est une étudiante zenza sous la direction du Maître Ikken.
Karashi Nerimaya (練磨家からし, Nerimaya Karashi) / Karashi Sanmeitei (三明亭からし, Sanmeitei Karashi)
Voix japonaise : Takuya Eguchi
Il a concouru avec Akane et Hikaru lors de la Karaku Cup ; il se spécialise dans le « rakugo adapté », qui consiste à prendre une histoire classique et y ajoute des éléments contemporins. Il est un étudiant zenza sous la direction du  Maître Enso Sanmeitei.

## Manga
Le manga Akane-banashi est écrit par Yūki Suenaga et dessiné par Takamasa Moue. La série débute sa publication dans le 11e numéro du Weekly Shōnen Jump publié le 14 février 2022,. Le rakugo de la série est supervisé par le rakugo-ka professionnel Keiki Hayashiya. N'ayant auparavant qu'un intérêt passager pour le rakugo, Takamasa Moue a déclaré qu'il s'était amusé à faire des recherches sur le sujet pour le manga. Le chroniqueur de Gendai Business, Kenichiro Horii, a écrit que l'école Arakawa d'Akane-banashi est clairement calquée sur l'école de rakugo Tatekawa, dont le maître, Danshi Tatekawa, a expulsé un groupe de zenza en 2002, après avoir estimé qu'ils ne faisaient pas assez d'efforts pour atteindre le futatsume. Horii a également souligné que le Rakugo Café vu dans la série est modelé d'après un vrai café avec un nom similaire à Jinbōchō, Tokyo. La série est éditée sous forme de volumes reliés par Shūeisha et compte 17 tomes au 4 juin 2025.
La version française est éditée par Ki-oon depuis le 12 octobre 2023 où les deux premiers tomes sont parus le même jour .

### Liste des volumes
| no | Japonais          | Japonais          | Français         | Français          |
| no | Date de sortie    | ISBN              | Date de sortie   | ISBN              |
| --- | ----------------- | ----------------- | ---------------- | ----------------- |
| 1 | 3 juin 2022       | 978-4-08-883150-3 | 12 octobre 2023  | 979-1-0327-1541-3 |
| Liste des chapitres : - Chapitre 1 : Ce jour-là (あの日, Ano Hi) - Chapitre 2 : Six ans (6年, 6-Nen) - Chapitre 3 : Première représentation (初高座, Hatsu Kōza) - Chapitre 4 : C'est qui, au juste ? (何者, Nanimono) - Chapitre 5 : Dans les règles de l'art (通すべき筋, Tōsubeki Suji) - Chapitre 6 : Les autres disciples (兄弟子達, Anideshitachi) - Chapitre 7 : Kibataraki (気働き) |                   |                   |                  |                   |
| 2 | 4 août 2022       | 978-4-08-883193-0 | 12 octobre 2023  | 979-1-0327-1542-0 |
| Liste des chapitres : - Chapitre 8 : Satisfaire le public (喜んでもらう為に, Yorokonde Morau Tame Ni) - Chapitre 9 : Viser plus haut (喜びの先, Yorokobi no Saki) - Chapitre 10 : Dans mon sillage (背中, Senaka) - Chapitre 11 : À la légère (短絡的, Tanraku Teki) - Chapitre 12 : La rêveuse (夢見るあの子, Yumemiro Ano Ko) - Chapitre 13 : L'objectif et la condition (目的と条件, Mokuteki to Jōken) - Chapitre 14 : Rancune tenace (根に持つタイプ, Nenimotsu Taipu) - Chapitre 15 : Le rakugo selon Koguma (こぐまの落語, Koguma no Rakugo) - Chapitre 16 : Le prix Karaku, lever de rideau (可楽杯開幕, Karaku Hai Kaimaku) |                   |                   |                  |                   |
| 3 | 4 octobre 2022    | 978-4-08-883260-9 | 7 décembre 2023  | 979-1-0327-1543-7 |
| Liste des chapitres : - Chapitre 17 : Le premier tour du prix Karaku (可楽杯予選, Karaku Hai Yosen) - Chapitre 18 : Mêle-toi d'tes oignons (せからしか, Sekarashika) - Chapitre 19 : La finale du prix Karaku (可楽杯本選, Karaku Hai Honsen) - Chapitre 20 : D.A. (BM) - Chapitre 21 : Le rakugo selon Hikaru (ひかるの落語, Hikaru no Rakugo) - Chapitre 22 : En tant qu'interprète (表現者として, Hyōgensha Toshite) - Chapitre 23 : Le calme (凪, Nagi) - Chapitre 24 : Une vie sans fin (寿限り無し, Kotobuki Kagiri Nashi) - Chapitre 25 : Quand le conteur s'efface (消える高座, Kieru Kōza) |                   |                   |                  |                   |
| 4 | 2 décembre 2022   | 978-4-08-883419-1 | 1er février 2024 | 979-10-327-1585-7 |
| Liste des chapitres : - Chapitre 26 : Ta place (来ていい場所, Kite Ii Basho) - Chapitre 27 : L'entretien (座談会, Zadankai) - Chapitre 28 : Je suis soulagée (よかった, Yokatta) - Chapitre 29 : Un monde passionnant (素敵な世界, Suteki na Sekai) - Chapitre 30 : Par-dessus tout (落語家である前に, Rakugoka de Aru Mae ni) - Chapitre 31 : Les premiers pas d'une zenza (前座修行開幕, Zenza Shugyō Kaimaku) - Chapitre 32 : Le Yasakatei (弥栄亭, Yasaka-Tei) - Chapitre 33 : Un lieu d'apprentissage (修練の場, Shūren no Ba) - Chapitre 34 : Le sutemimi (捨て耳, Sute Mimi) |                   |                   |                  |                   |
| 5 | 3 mars 2023       | 978-4-08-883427-6 | 4 avril 2024     | 979-10-327-1586-4 |
| Liste des chapitres : - Chapitre 35 : Première sur scène (開口一番, Kaikōichiban) - Chapitre 36 : La largeur d'un éventail (扇子一本分, Sensu Ippon-bun) - Chapitre 37 : Rakugo Quest (落語クエスト, Rakugo Kuesuto) - Chapitre 38 : Le respect des règles (礼儀と作法, Reigi to Sahō) - Chapitre 39 : Okanban (大看板, Ōkanban) - Chapitre 40 : Un monstre sacré (傑物の背, Ketsubutsu no Se) - Chapitre 41 : Sharaku le sans-disciple (師資不承のしゃ楽, Shishibushō no Sharaku) - Chapitre 42 : L'évaluation (値踏み, Nebumi) - Chapitre 43 : Le prodige (麒麟児, Kirinji) |                   |                   |                  |                   |
| 6 | 2 juin 2023       | 978-4-08-883492-4 | 6 juin 2024      | 979-10-327-1587-1 |
| Liste des chapitres : - Chapitre 44 : Première leçon (初めての出稽古, Hajimete no Degeiko) - Chapitre 45 : En deux temps (二つの手順, Futatsu no Suteppu) - Chapitre 46 : Le rendez-vous (デート, Dēto) - Chapitre 47 : "Ocha-kumi" 1 (お茶汲み, Ochakumi) - Chapitre 48 : "Ocha-kumi" 2 (お茶汲み②, Ochakumi 2) - Chapitre 49 : "Ocha-kumi" 3 (お茶汲み③, Ochakumi 3) - Chapitre 50 : L'objectif du maître (師匠の望み, Shishō no Nozomi) - Chapitre 51 : Le poisson rouge (金魚割り, Kingyowari) - Chapitre 52 : L'incarnation (体現者, Taigensha) - Chapitre 53 : L'information (おもしろい報せ, Omoshiroi Shirase) |                   |                   |                  |                   |
| 7 | 4 août 2023       | 978-4-08-883592-1 | 5 septembre 2024 | 979-10-327-1588-8 |
| Liste des chapitres : - Chapitre 54 : Le stage des zenza (前座錬成会, Zenda Renseikai) - Chapitre 55 : L'ambiance du stage (錬成会の空気, Rensei-kai no Kūki) - Chapitre 56 : Notre jeune amie est là ! (彼女がいる, Kanojo ga Iru) - Chapitre 57 : La marmite du rakugo (落語の沼, Rakugo no Numa) - Chapitre 58 : La structure du "gei" (芸の骨格, Gei no Kokkaku) - Chapitre 59 : Un choix difficile (難しい三択, Muzukashii san Taku) - Chapitre 60 : Une seule facette (たった一面, Tatta Ichi Men) - Chapitre 61 : La machine à remonter le temps (タイムマシン, Taimu Masin) - Chapitre 62 : Les critères de notation (審査基準, Shinsa Kijun) |                   |                   |                  |                   |
| 8 | 4 octobre 2023    | 978-4-08-883691-1 | 5 décembre 2024  | 979-10-327-1589-5 |
| Liste des chapitres : - Chapitre 63 : Une profonde incompabilité (相性最悪, Aishou Saiaku) - Chapitre 64 : C'est absurde! (くだらんね, Kudara Nichi ne) - Chapitre 65 : Ma principale motivation (一番は, Ichiban wa) - Chapitre 66 : J'aimerais que tu oublies... (忘れようか, Wasureyo u ka) - Chapitre 67 : Ma nature profonde (あの日のまま, Ano Nichi no Mama) - Chapitre 68 : Quand l'émotion est trop prégnante (強すぎる思い, Tsuyoshi Sugiru Omoi) - Chapitre 69 : La magie d'un père (おっ父の魔法, Otsu Chichi no Mahou) - Chapitre 70 : Shinta Arakawa, le rakugoka (落語家 阿良川志ん太, Rakugo ie Aragawa shi Nichi ta) - Chapitre 71 : La résolution (解像度, Kaizoudo) |                   |                   |                  |                   |
| 9 | 4 décembre 2023   | 978-4-08-883791-8 | 6 février 2025   | 979-1-03-271935-0 |
| Liste des chapitres : - Chapitre 72 : "Kawarime" (替り目, Kawari-me) - Chapitre 73 : La gagnante est... (勝者は, Shōsha wa) - Chapitre 74 : Le festival Shikisai 1 (志喜彩祭, Kokorozashi ki Saisai) - Chapitre 75 : Le festival Shikisai 2 (志喜彩祭②, Kokorozashi ki Saisai ②) - Chapitre 76 : Le festival Shikisai 3 (志喜彩祭③, Kokorozashi ki Saisai ③) - Chapitre 77 : Encore plus motivée (燃えてますよ, Moetemasu yo) - Chapitre 78 : Un garçon pas sérieux (軽薄な男, Keihakuna otoko) - Chapitre 79 : Ton futur guide (標に成り得る男, Hyō ni Nariuru Otoko) - Chapitre 80 : Chocho Konjakutei l'okanban (大看板・今昔亭ちょう朝, Dai Kanban Konjaku-tei chō asa) |                   |                   |                  |                   |
| 10 | 4 mars 2024       | 978-4-08-883822-9 | 3 avril 2025     | 979-1-03-271936-7 |
| Liste des chapitres : - Chapitre 81 : Chocho Konjakutei l'okanban 2 (大看板・今昔亭ちょう朝②, Dai Kanban Konjaku-tei chō asa ②) - Chapitre 82 : Quelque chose de solaire (〝陽〟の芸, 〝Yō〟 no gei) - Chapitre 83 : Le cho-chan (丁半博打, Chōhan Bakuchi) - Chapitre 84 : Notre point de départ (現在地, Genzaichi) - Chapitre 85 : Mon plan secret (私の秘策, Watashi no Hisaku) - Chapitre 86 : La relève (新風会, Shinpū-kai) - Chapitre 87 : La validation extérieure (外付けの自信, Sototsuke no Jishin) - Chapitre 88 : Il cache bien son jeu ! (舐めやがって, Nameya Gatte) - Chapitre 89 : Les histoires de tanuki (狸の噺, Tanuki no Hanashi) |                   |                   |                  |                   |
| 11 | 2 mai 2024        | 978-4-08-884023-9 | 5 juin 2025      | 979-1-03-271937-4 |
| Liste des chapitres : - Chapitre 90 : Les cheveux au vent (この風は心地いい, Kono kaze wa kokochi ī) - Chapitre 91 : J'ai quelque chose à faire ! (用事があるんで, Yōjigārunde) - Chapitre 92 : Ohako (十八番, Ohako) - Chapitre 93 : Mes mots (私の言葉, Watashi no Kotoba) - Chapitre 94 : C'est un évènement (事件だよ, Jikenda yo) - Chapitre 95 : Ca faisait longtemps (久しぶり, Hisashiburi) - Chapitre 96 : Ce n'est que du rakugo ! (たかが落語だ, Takaga Rakugoda) - Chapitre 97 : Touchante (微笑ましい, Hohoemashī) - Chapitre 98 : "Nin" et "gei" (芸と仁, Gei to Jin) |                   |                   |                  |                   |
| 12 | 4 juillet 2024    | 978-4-08-884114-4 | 4 septembre 2025 | 979-1-03-271938-1 |
| Liste des chapitres : - Chapitre 99 : もう一つの効果 (Mōhitotsu no kōka) - Chapitre 100 : 落語ヴァース (Rakugo vu~āsu) - Chapitre 101 : だからだよ (Dakarada yo) - Chapitre 102 : 怒髪天 (Dohatten) - Chapitre 103 : 緊緩 (Kinkan) - Chapitre 104 : あの日の約束 (Anohinoyakusoku) - Chapitre 105 : Ne vous en mêlez pas ! (口出し無用, Kuchidashi muyō) - Chapitre 106 : La star du jour (今日の主役, Kyō no shuyaku) - Chapitre 107 : Mon ancien nom (昔の名, Mukashi no na) |                   |                   |                  |                   |
| 13 | 4 septembre 2024  | 978-4-08-884165-6 | —                |                   |
| Liste des chapitres : - Chapitre 108 : Tenir bon (我慢, Gaman) - Chapitre 109 : L'exemple (範, Han) - Chapitre 110 : Le meilleur disciple (Ichiban deshi) - Chapitre 111 : Trop léger (軽過ぎる, Karusugiru) - Chapitre 112 : La dégringolade (ジリ貧, Jirihin) - Chapitre 113 : Son vrai visage (本来の姿, Honrai no Sugata) - Chapitre 114 : L'ombre et la lumière (陰陽, Inyō) - Chapitre 115 : Table rase (ケジメ, Kejime) - Chapitre 116 : 審査結果 (Shinsa Kekka) |                   |                   |                  |                   |
| 14 | 1er novembre 2024 | 978-4-08-884284-4 | —                |                   |
| Liste des chapitres : - Chapitre 117 : 様になったな (Sama ni Natta na) - Chapitre 118 : 任せたぞ (Makasetazo) - Chapitre 119 : Une rakugoka digne de ce nom (一端の落語家, Ippashi no Rakugoka) - Chapitre 120 : Le chemin à parcourir (歩む道, Ayumu Michi) - Chapitre 121 : Grâce à mon maître (師匠のおかげ, Shishō no Okage) - Chapitre 122 : Le style Shiguma (志ぐま一門らしさ, Shiguma Ichimon Rashisa) - Chapitre 123 : Shiguma sur scène (志ぐまの高座, Shiguma no Kōza) - Chapitre 124 : De la place pour l'imagination (想像の余地, Sōzō no Yochi) - Chapitre 125 : L'art de la soustraction (❝引き算❞の芸, ❝Hikizan❝ no Gei) |                   |                   |                  |                   |
| 15 | 4 février 2025    | 978-4-08-884431-2 | —                |                   |
| Liste des chapitres : - Chapitre 126 : Le dîner (打ち上げ, Uchiage) - Chapitre 127 : Au pied du mur (ムチャブリ, Muchaburi) - Chapitre 128 : Le moment est arrivé.... (いよいよ, Iyoiyo) - Chapitre 129 : C'est du rakugo ? (落語ですか?, Rakugo desu ka?) - Chapitre 130 : Le flou (ぐちゃぐちゃ, Guchagucha) - Chapitre 131 : La dissolution (解体, Kaitai) - Chapitre 132 : La dernière fois que j'ai repensé… (思い出す, Omoidasu) - Chapitre 133 : Demain est un autre jour… (明日がある, Ashitagāru) - Chapitre 134 : Tout est là ! (何でもある, Nani Demo aru) |                   |                   |                  |                   |
| 16 | 4 avril 2025      | 978-4-08-884449-7 | —                |                   |
| Liste des chapitres : - Chapitre 135 : L'entrée en apprentissage (弟子入り, Deshiiri) - Chapitre 136 : Leur regard n'est pas éteint… (死んでない, Shin Denai) - Chapitre 137 : Pas le choix ! (しゃあねえか, Sha anē ka) - Chapitre 138 : Un grand moment (晴れ舞台, Hare Butai) - Chapitre 139 : Une nouvelle école (旗上げ, Hata Age) - Chapitre 140 : Tenace (強か, Shitataka) - Chapitre 141 : Fin de la formation de zenza (前座修業閉幕, Zenza Shūgyō Heimaku) |                   |                   |                  |                   |
| 17 | 4 juin 2025       | 978-4-08-884559-3 | —                |                   |
| Liste des chapitres : - Chapitre 142 : Une nouvelle étape (新たな歩み, Aratana Ayumi) - Chapitre 143 : Elle est terrifiante… (こわいこわい, Kowai Kowai) - Chapitre 144 : Un point d’ancrage (在る, Aru) - Chapitre 145 : Ouvre grand les mirettes… (見てなよ, Mitenayo) - Chapitre 146 : Je suis de retour ! (帰ってきた, Kaettekita) - Chapitre 147 : Il y a des chances qu’elle soit super forte ! (最強かもよ, Saikyō Kamo yo) - Chapitre 148 : Un nouveau chapitre en tant que futatsume (二ツ目編 開演, Futatsume-hen Kaien) - Chapitre 149 : L’interdiction est levée… (解く, Hodoku) - Chapitre 150 : Là n’est pas la question… (お門違い, Okadochigai) |                   |                   |                  |                   |
| 18 | 4 septembre 2025  | 978-4-08-884650-7 | —                |                   |
| ー |                   |                   | —                |                   |
| Liste des chapitres : - Chapitre 151 : Ma ligne de conduite (決めごと, Kimegoto) - Chapitre 152 : La véritable raison (彼の真意, Kare no Shin'i) - Chapitre 153 : Ça ne fonctionnerait pas… (損なう, Sokonau) - Chapitre 154 : C'est frustrant ! (燃えん, Moen) - Chapitre 155 : Pff… (はぁ, Hā) - Chapitre 156 : Mieux que personne (頭抜けてる, Zunuke Teru) - Chapitre 157 : Ce n'étaient que des belles paroles (口だけ, Kuchidake) - Chapitre 158 : Aller la chercher (取りにいく, Tori ni Iku) - Chapitre 159 : Vous avez changé… (伸びたね, Nobita ne) - Chapitre 160 : Akane est là, elle aussi !! (彼女もいる, Kanojo mo Iru) - Chapitre 161 : Elle va gagner ! (勝っちまうんじゃ, Katchimau n ja) - Chapitre 162 : Elle vaut mieux que ça !! (こんなもんじゃないだろ, Kon'na mon Janai Daro) - Chapitre 163 : La finale (本選, Honsen) - Chapitre 164 : Il est évident que la victoire ira… (誰が見ても明らか, Dare ga Mite mo Akiraka) - Chapitre 165 : Ce qui m'a surpris, chez toi ... (思っていたより, Omotte ita Yori) - Chapitre 166 : Ça la rend étincelante ! (煌かせる, Kirameka Seru) - Chapitre 167 : Autant tout donner (差し出す覚悟, Sashidasu Kakugo) - Chapitre 168 : Plus solide qu’avant (私は強くなった, Watashi wa Tsuyoku Natta) - Chapitre 169 : Les faux classiques (偽りの古典, Itsuwari no Koten) - Chapitre 170 : La façon des Sanmeitei (三明亭の型, Sanmeitei no Kata) |                   |                   |                  |                   |

## Anime
L'adaptation en anime est annoncée le 4 août 2025. Elle est produite par le studio d'animation Zexcs et réalisée par Ayumu Watanabe. Le scénario est composé par Michihiro Tsuchiya (ja), un character design de Kii Tanaka et une musique composée par Akio Izutsu (ja). La série sera diffusée en 2026 sur le bloc de programme IMAnimation (ja) de la chaine japonaise TV Asahi et ses chaines filiales ainsi que BS Asahi (ja),.

## Produits dérivés

### Vomic
Une adaptation vomic (voice comic) d'Akane-banashi sort le 4 juin 2022 avec des épisodes publiés sur la chaîne YouTube de Jump Comics,. Le vomic montre les planches du manga qui apparaissent à l'écran tandis que les doubleurs, la musique et les effets sonores sont joués. Le personnage d'Akane est doublé par Akane Yamaguchi, Shiguma Arakawa est doublé par Takuya Saito, Guriko Arakawa est doublé par Masayuki Suzuki et Issho Arakawa est doublé par Yuki Tamai.

## Réception
Akane-banashi a été recommandé par Eiichiro Oda et Hideaki Anno. La série a été nommée pour le Next Manga Award de 2022 dans la catégorie manga imprimé et s'est classée 3e sur 50 nommés,.
Steven Blackburn de Screen Rant a fait l'éloge du premier chapitre d' Akane-banashi. Il a écrit que le changement soudain de protagoniste, de Shinta, « un héros stéréotypé qui incarne tout ce qui fait le succès d'un shonen », à Akane, un héros non conventionnel qui est essentiellement un enfant prodige, rend déjà ce dernier personnage fascinant. « C'est une dynamique difficile à réaliser, mais Akane-banashi a en quelque sorte réussi avant même d'avoir commencé ». Dans une critique pour Multiversity Comics, Zach Wilkerson a trouvé le premier chapitre « immensément charmant et bien conçu » une note de 8,5, avec des éloges particuliers pour le dessin de Moue. Robbie Pleasant, du même site web, a fait l'éloge de la série et de son dessin qui réussit à transmettre l'évolution du comportement et de la voix d'un interprète au fur et à mesure qu'il interprète différents personnages, bien que le manga soit un support statique et sans son.
En mai 2022, Kota Mukaihara de Real Sound a écrit qu' Akane-banashi était sur le point de devenir un grand succès. Il a estimé que même si les progrès d'Akane dans le rakugo semblaient se dérouler de manière exceptionnellement rapide et régulière, puisqu'elle n'a pas encore été confrontée à un défi difficile ou à un échec, cela permet aux lecteurs de suivre sa croissance sans stress. Mukaihara a spéculé que, bien que cela puisse être simplement dû au fait que le manga était encore nouveau et devait se développer rapidement afin de prendre de l'ampleur, cela souligne l'intelligence d'Akane et la profondeur de sa détermination et témoigne du charme des personnages et de l'habileté avec laquelle l'histoire est écrite. Le collègue de Blackburn, Benjamin Sockol, a fait l'éloge des chapitres ultérieurs de la série, écrivant qu'Akane-banashi semble frais et différent de tout ce qui existe dans Weekly Shōnen Jump et qu'il est l'un des mangas les plus excitants actuellement en cours dans le magazine en juin 2022.

### Sources
1. 1 2 3 4  (en) « Akane-banashi Rakugo Manga Gets TV Anime in 2026 by Studio ZEXCS », sur Anime News Network, 6 août 2025 (consulté le 6 août 2025)
2. ↑  « Viz Media, Manga Plus Publish Akane-banashi Manga in English », sur Anime News Network, 14 février 2022 (consulté le 1er septembre 2022).
3. ↑  (ja) « “極小かつ究極のエンタメ”落語を題材に描く新連載がジャンプで始動 », sur natalie.mu,‎ 14 février 2022 (consulté le 1er septembre 2022).
4. ↑  (ja) « ジャンプ落語漫画『あかね噺』1巻発売記念 山口勝平&茜親子の父娘共演ボイスコミック公開 », sur Oricon,‎ 3 juin 2022 (consulté le 1er septembre 2022).
5. ↑  (en) « Mangaka Musings 2/27/2022 », sur VIZ Media, 27 février 2022 (consulté le 1er septembre 2022).
6. 1 2  (ja) « ジャンプで始まった落語漫画『あかね噺』、そのスゴさと作品背景を「徹底分析」する…！ », sur Shūkan Gendai,‎ 5 mars 2022 (consulté le 1er septembre 2022).
7. ↑  (ja) « 【6月4日付】本日発売の単行本リストト », sur natalie.mu,‎ 4 juin 2025 (consulté le 4 juin 2025).
8. ↑  « Le manga Akane-banashi annoncé par Ki-oon », sur manga-news.com, 23 février 2023 (consulté le 23 février 2023).
9. ↑  (ja) Natasha Inc, « 「あかね噺」来年TVアニメ化！キャストに永瀬アンナ、江口拓也、高橋李依（コメントあり / 動画あり） », sur コミックナタリー (consulté le 6 août 2025)
10. ↑  (ja) « 尾田栄一郎も推薦「あかね噺」1巻発売、山口勝平・茜親子が出演するボイスコミックも », sur natalie.mu (consulté le 1er septembre 2022).
11. ↑  (ja) « 【ジャンプ漫画】（cv:山口勝平・山口茜 親子共演）噺家たちが鎬を削る落語成長譚、ここに開幕!!『あかね噺』1話 前編【ボイスコミック】 », sur YouTube,‎ 4 juin 2022 (consulté le 1er septembre 2022).
12. ↑  « Hideaki Anno (Evangelion) recommande le manga Akane-banashi », sur Anime News Network, 2 août 2022 (consulté le 1er septembre 2022).
13. ↑  « Manga Awards 2022 : les votes sont ouverts », sur Anime News Network, 24 juin 2022 (consulté le 31 août 2022).
14. ↑  « Tsugi Ni Kuru Manga Taishô 2022 : voici les résultats », sur Anime News Network, 31 août 2022 (consulté le 1er septembre 2022).
15. ↑  (en) « Shonen Jump Heroes Finally Get the Refresh They Need in New Manga », sur Screen Rant, 16 février 2022 (consulté le 1er septembre 2022).
16. ↑  (en) « This Week in Shonen Jump: Week of 2/13/22 », sur multiversitycomics.com, 16 février 2022 (consulté le 1er septembre 2022).
17. ↑  (en) « This Week in Shonen Jump: Week of 4/10/22 », sur multiversitycomics.com, 13 avril 2022 (consulté le 1er septembre 2022).
18. ↑  (ja) « 少年ジャンプの落語漫画『あかね噺』はなぜ面白い？　スピーディな展開から読み解く“考える主人公”の強み », sur realsound.jp,‎ 11 mai 2022 (consulté le 1er septembre 2022).
19. ↑  (en) « A Surprising Shonen Jump Manga is Changing Tournament Arcs Forever », sur Screen Rant, 25 juin 2022 (consulté le 1er septembre 2022).

### Œuvres

#### Édition japonaise
1. 1 2  (ja) « あかね噺 1 », sur Shūeisha (consulté le 20 février 2024).
2. 1 2  (ja) « あかね噺 2 », sur Shūeisha (consulté le 20 février 2024).
3. 1 2  (ja) « あかね噺 3 », sur Shūeisha (consulté le 20 février 2024).
4. 1 2  (ja) « あかね噺 4 », sur Shūeisha (consulté le 20 février 2024).
5. 1 2  (ja) « あかね噺 5 », sur Shūeisha (consulté le 20 février 2024).
6. 1 2  (ja) « あかね噺 6 », sur Shūeisha (consulté le 20 février 2024).
7. 1 2  (ja) « あかね噺 7 », sur Shūeisha (consulté le 20 février 2024).
8. 1 2  (ja) « あかね噺 8 », sur Shūeisha (consulté le 20 février 2024).
9. 1 2  (ja) « あかね噺 9 », sur Shūeisha (consulté le 20 février 2024).
10. 1 2  (ja) « あかね噺 10 », sur Shūeisha (consulté le 20 février 2024).
11. 1 2  (ja) « あかね噺 11 », sur Shūeisha (consulté le 24 mars 2024).
12. 1 2  (ja) « あかね噺 12 », sur Shūeisha (consulté le 16 mai 2024).
13. 1 2  (ja) « あかね噺 13 », sur Shūeisha (consulté le 18 juillet 2024).
14. 1 2  (ja) « あかね噺 14 », sur Shūeisha (consulté le 18 septembre 2024).
15. 1 2  (ja) « あかね噺 15 », sur Shūeisha (consulté le 17 décembre 2024).
16. 1 2  (ja) « あかね噺 16 », sur Shūeisha (consulté le 18 février 2025).
17. 1 2  (ja) « あかね噺 17 », sur Shūeisha (consulté le 18 avril 2025).
18. 1 2  (ja) « あかね噺 18 », sur Shūeisha (consulté le 17 juillet 2025).

#### Édition française
1. 1 2 3  « Vol.1 Akane-banashi », sur manga-news.com (consulté le 23 février 2023).
2. ↑  « Vol.2 Akane-banashi », sur manga-news.com (consulté le 23 février 2023).
3. 1 2  « Vol.3 Akane-banashi », sur manga-news.com (consulté le 21 février 2024).
4. 1 2  « Vol.4 Akane-banashi », sur manga-news.com (consulté le 21 février 2024).
5. 1 2  « Vol.5 Akane-banashi », sur manga-news.com (consulté le 21 février 2024).
6. 1 2  « Vol.6 Akane-banashi », sur manga-news.com (consulté le 29 février 2024).
7. 1 2  « Vol.7 Akane-banashi », sur manga-news.com (consulté le 28 avril 2024).
8. 1 2  « Vol.8 Akane-banashi », sur manga-news.com (consulté le 16 juin 2024).
9. 1 2  « Vol.9 Akane-banashi », sur manga-news.com (consulté le 13 octobre 2024).
10. 1 2  « Vol.10 Akane-banashi », sur manga-news.com (consulté le 18 janvier 2025).
11. 1 2  « Vol.11 Akane-banashi », sur manga-news.com (consulté le 4 avril 2025).
12. 1 2  « Vol.12 Akane-banashi », sur manga-news.com (consulté le 4 avril 2025).